# Tomasz Gierczak
Tomasz Marek Gierczak (ur. 18 marca 1976 w Radomiu) – polski samorządowiec, przedsiębiorca i prawnik, w latach 2010–2011 członek zarządu województwa lubuskiego IV kadencji.

## Życiorys
Absolwent Wydziału Prawa Uniwersytetu Europejskiego Viadrina we Frankfurcie nad Odrą oraz Uniwersytetu im. Adama Mickiewicza w Poznaniu. Początkowo pracował w branży konsultingowej i marketingowej, następnie od 2004 do 2010 prowadził przedsiębiorstwo zajmujące się doradztwem i zarządzaniem projektami unijnymi. Koordynował także program Cross Border w ramach Komendy Wojewódzkiej Straży Pożarnej w Szczecinie, a od 2008 do 2010 doradzał wojewodzie lubuskiemu w zakresie współpracy międzynarodowej. W 2012 zatrudniony w Lubuskiej Wojewódzkiej Inspekcji Handlowej, od 2014 do 2016 był jej szefem. Następnie zajmował stanowisko miejskiego rzecznika praw konsumenta w Gorzowie Wielkopolskim, a w 2022 został prezesem Gorzowskiego Towarzystwa Budownictwa Społecznego.
Zaangażował się w działalność polityczną w ramach Platformy Obywatelskiej, był asystentem europosła Zdzisława Chmielewskiego. W 2006 kandydował do rady miejskiej Gorzowa Wielkopolskiego, mandat uzyskał w 2009 w miejsce Łukasza Szadnego. W 2010 nie uzyskał reelekcji. 29 listopada 2010 powołany na członka zarządu województwa lubuskiego, odpowiedzialnego m.in. za kwestie ochrony zdrowia. Odwołany po złożeniu rezygnacji ze stanowiska z dniem 28 grudnia 2011. Bez powodzenia kandydował do sejmiku lubuskiego w 2014, mandat uzyskał natomiast w 2024. 
Żonaty, ma dwie córki.